# Vosne-Romanée
Vosne-Romanée is een gemeente in het Franse departement Côte-d'Or (regio Bourgogne-Franche-Comté) en telt 451 inwoners (2004). De plaats maakt deel uit van het arrondissement Beaune. Het dorp is vooral bekend door de uitstekende wijngaarden, waarvan de beroemdste zijn: "La Romanée-Conti", "La Romanée", "La Tâche", "Les Richebourg" en "Romanée-Saint-Vivant".

## Geografie
De oppervlakte van Vosne-Romanée bedraagt 3,7 km², de bevolkingsdichtheid is 121,9 inwoners per km².
De onderstaande kaart toont de ligging van Vosne-Romanée met de belangrijkste infrastructuur en aangrenzende gemeenten.

## Demografie
Onderstaande figuur toont het verloop van het inwonertal (bron: INSEE-tellingen).